# Fashion Hero
Fashion Hero ist der Name einer wöchentlichen Fernsehsendung, die zwischen dem 9. Oktober und 27. November 2013 von ProSieben ausgestrahlt wurde. In der Sendung bekamen 21 Designer die Chance, ihre Kollektionen zu verkaufen.

## Mitwirkende
Moderator der Sendung war Steven Gätjen. Als Mentoren wirkten Claudia Schiffer, Stylist Sascha Lilic und Uta Huesch mit.
In den Sendungen waren die drei Labels s.Oliver, Karstadt und Asos durch jeweils einen Vertreter repräsentiert.

## Sendungsablauf
Die Kandidaten hatten Kleidungsstücke hergestellt, die dann in den Shows vorgeführt und den drei Labels angeboten wurden. Die Labels konnten ein Gebot für die präsentierten Kleidungsstücke abgeben. Wenn mehrere Labels für ein Kleidungsstück geboten hatten, konnten sie abwechselnd ihre Gebote erhöhen, bis nur noch ein Label bot. Dieses erhielt schließlich die Rechte an den entsprechenden Kleidungsstücken und konnte sie vermarkten.

## Quoten
Die Sendung startete mit jeweils 1,2 Millionen Zuschauern in den ersten beiden Folgen unterhalb des Senderschnitts. Nachdem die folgenden Episoden noch deutlich schlechtere Quoten und einen Marktanteil von nur noch 3,2 % erzielten, wurde die Show von der Prime-Time auf einen späteren Sendeplatz verlegt und in der Länge gekürzt.

## Kritik
Die Sendung wurde negativ aufgenommen: Die Show sei ein billig anmutendes Jahrmarktspektakel, langweilig und fad. Weder werde der Designprozess gezeigt, noch werde klar, nach welchen Kriterien die Vertreter der Labels ihre Entscheidungen träfen. Der Moderator sei in Modefragen ahnungslos, die Aufgabe der Mentoren überschaubar und die Designer hätten kaum Raum, sich selbst darzustellen. Einzig die Anzahl der Zugriffe auf die Label-Webseiten sei dank der permanenten Werbung gestiegen.

## Verkaufszahlen
Die beteiligten Modeunternehmen gaben sich trotz der geringen Einschaltquoten mit den Verkaufszahlen zufrieden. Nach der Ausstrahlung der ersten Sendung waren mehrere Produkte sogar innerhalb kurzer Zeit ausverkauft. Die Gründe hierfür waren jedoch nicht klar: Für Außenstehende ließ sich nicht beurteilen, ob der Ausverkauf durch eine große Menge Verkäufe zustande kam oder ob die produzierten Stückzahlen einfach so gering waren, dass kaum Produkte vorrätig waren. Die Labels veröffentlichten die verkauften Stückzahlen nicht. Jedenfalls leistete ProSieben den Labels Kompensationszahlungen, weil die Anzahl an Zuschauern und damit die Reichweite der Werbung für die Labels so gering war. In seiner Bilanz für das Geschäftsjahr 2013/14 nannte Karstadt die Wirkung der Show „nicht erwartungsgemäß“; sie habe „zu erhöhten Lagerbeständen“ geführt.